# (4866) Badillo
(4866) Badillo es un asteroide perteneciente al cinturón de asteroides, descubierto el 10 de noviembre de 1988 por Takuo Kojima desde la Estación Chiyoda, Japón.

## Designación y nombre
Designado provisionalmente como 1988 VB3. Fue nombrado Badillo en honor al astrónomo filipino Victor L. Badillo que ha popularizado  durante más de tres décadas la astronomía en las Filipinas, iniciando innumerables astrónomos filipinos.

## Características orbitales
Badillo está situado a una distancia media del Sol de 3,005 ua, pudiendo alejarse hasta 3,243 ua y acercarse hasta 2,767 ua. Su excentricidad es 0,079 y la inclinación orbital 9,363 grados. Emplea 1902 días en completar una órbita alrededor del Sol.

## Características físicas
La magnitud absoluta de Badillo es 12. Tiene 13,044 km de diámetro y su albedo se estima en 0,217.